# Ava Acres
Ava Acres (Atlanta, 13 mei 2005) is een Amerikaans televisie-, film- en stemactrice.
Acres speelde de jonge Regina in Once Upon a Time. In de televisieserie Agents of S.H.I.E.L.D. vertolkte ze in twee afleveringen de rol van Katya Belyakov. Daarnaast speelde ze Madeline in seizoen 5 van de televisieserie American Horror Story en de jonge Rebecca in de comedyserie Crazy Ex-Girlfriend.
Acres werkte als stemactrice mee aan onder andere Happy Feet Two (2011), Wreck-It Ralph (2012) en Kung Fu Panda 3 (2016).
Acres' oudere zus, Isabella Acres, is ook actrice.
- MusicBrainz: bd181d12-72f4-4648-9b7c-4acd9f3ebaf5